# غروس رورسدورف
غرسروردورف (بالألمانية: Großröhrsdorf) هي بلدة ألمانية تقع في ألمانيا في ساكسونيا.[بحاجة لمصدر] يقدر عدد سكانها بـ 7,174 نسمة .

## المدن التوأمة
مدينة Aichstetten هي مدينة توأمة لـغرسروردورف.